# Silent Night (film 2012)
Silent Night è un film del 2012 diretto da Steven C. Miller facente parte del sotto genere horror natalizio.

## Trama
Durante la vigilia di Natale, una cittadina del Midwest degli Stati Uniti è terrorizzata dalla presenza di un misterioso assassino travestito da Babbo Natale: nel cuore della notte, infatti, semina il panico uccidendo persone che, secondo lui, non si comportano bene. La polizia locale, guidata dal vice-sceriffo Aubrey Bradimore, ancora sconvolta dalla morte del marito, è molto preoccupata e cerca in tutti i modi di individuarlo e fermarlo. Nel frattempo, il killer uccide l'agente Jordan nel sotterraneo di una casa abbandonata, fulminandolo con le luci di Natale, in quanto colpevole di adulterio: aveva infatti condotto una relazione extra-coniugale con una femmina sposata, anche se affermava di non saperlo. Poco dopo, la polizia scopre la donna, giustiziata e fatta a pezzi.
Un paio di ore dopo, l'assassino si presenta fuori da casa di una famiglia, composta da una madre e da sua figlia, viziata e prepotente. Egli fulmina e impala la ragazza dopo che questa si era appena comportata male con la mamma, lasciandola agonizzante ai piedi dell'albero di Natale. Giunge poi da un fotografo, gestore di un sito web pornografico e lo uccide con una falce, dopo aver fatto lo stesso con la sua assistente che, ignara di tutto, gli aveva aperto la porta. La ragazza che stava fotografando, invece, riesce a scappare fuori dalla finestra del bagno. L'assassino la raggiunge, la blocca, le trancia una gamba con un'ascia e la spinge in una cippatrice di legno in funzione, dove muore triturata tra atroci sofferenze. Durante i festeggiamenti per la vigilia di Natale, il killer si reca nella chiesa della città, dove prima taglia le dita, e poi pugnala con ripetute coltellate un prete, guardone e ladro, sotto gli occhi di una vecchietta devota, alla quale invece restituisce i soldi rubatole dal sacerdote.
La stessa notte, la vice-sceriffo Bradimore si reca in un bar sulle tracce di un sospetto, il quale le spiega il suo odio verso il Natale attraverso una leggenda metropolitana: si narra di una notte, nella quale un uomo, rimase a casa da solo dopo che la moglie era uscita di casa per partecipare ad una festa. Cosciente della storia che la consorte conduceva all'epoca con un altro uomo, il killer si sarebbe travestito da Babbo Natale, e con un'arma da lui stesso costruita avrebbe ucciso con un lanciafiamme la donna ed il compagno. La leggenda vuole che ogni anno, in una città diversa del mondo, quello stesso individuo si aggiri nella notte di Natale per compiere la sua vendetta, mietendo vittime e punendo i peccatori.
Il folle si presenta alle spalle del sindaco della città, soffocandolo con delle luci di Natale. Una volta entrato in casa, cattura la figlia, una groupie cocainomane, la ferisce con un'ascia al piede e la infilza con le corna della testa di un cervo appesa al muro. Accorso in aiuto della sua fidanzata, anche il ragazzo viene assassinato, questa volta ucciso dall'ascia del killer, che gli sfonda il cranio. Infatti, in una scena precedente, egli aveva rubato i soldi al nonno invalido. La polizia individua nuovamente un sospetto e, dopo una lunga caccia, la vice sceriffo Bradimore lo colpisce alla testa con una pistola. Solo dopo la donna si rende conto che, in realtà, il killer utilizza un piccolo pacchetto regalo per avvisare le sue vittime del suo arrivo, ricordandosi che sia in commissariato che in casa sua ve ne era uno. Nel frattempo, il maniaco infilza un poliziotto con una lancia in faccia e, irrompendo nella stazione di polizia, dà alle fiamme lo sceriffo Cooper.
La vice-sceriffo torna a casa, dove ritrova suo padre morto e sventrato dal killer, mentre un altro sospetto, Santa Jim Epstein, rinchiuso in cella e vestito da Babbo Natale, viene fatto evadere dal killer che, dopo una breve colluttazione, lo uccide colpendolo ripetutamente con un tirapugni. Bradimore si ritrova a combattere il killer con l'ascia, e, durante lo scontro, sfonda una porta di vetro, ferendosi; riesce però a prendere il lanciafiamme e a bruciare vivo l'assassino e salvarsi dal seguente incendio alla stazione di polizia.
In un altro flashback, la continuazione del precedente, un poliziotto, cioè il padre della vice-sceriffo, dice al killer col lanciafiamme di lasciarlo cadere, e gli spara. Cadendo, l'arma brucia l'uomo caduto a terra e si scorge un bambino che osserva la scena da dentro una macchina. A questo punto, si capisce che il nuovo killer non è altro che il figlio del primo Babbo Natale assassino, tornato a vendicarsi di quanto successo anni prima. Infine, l'assassino, sopravvissuto all'incendio della stazione ma sfigurato dalle ustioni, scappa in un'auto dalla cittadina, dirigendosi verso un nuovo posto.